# Ava da Stugl
Die Ava da Stugl (deutsch: Stuglbach, früher Stulserbach) ist ein rund zehn Kilometer langer rechter Zufluss der Albula im Schweizer Kanton Graubünden. Er durchfliesst das rund neun Kilometer lange Val da Stugl, ein Tal mit ausgedehnten Alpweiden.

## Geographie

### Verlauf
Der längste Quellbach entspringt auf etwa 2670 m ü. M. wenig nordwestlich und oberhalb der Ducanfurgga (2666 m ü. M.) und vereinigt sich früh mit weiteren Quellbächen.
Der vereinigte Bach fliesst anfangs in südwestliche Richtung, nach der Alp da Stugl dann in westliche Richtung. Auf der Höhe von Stugl befindet sich eine Wasserfassung der Albula-Landwasser Kraftwerke, die einen Teil des Wassers dem Kraftwerk Filisur zuführt. Unterhalb des Dorfes fliesst die Ava da Stugl durch eine bewaldete, steile und enge Schlucht, ehe sie auf einer Höhe von etwa 1105 m ü. M. von rechts in die Albula mündet.

### Einzugsgebiet
Das Einzugsgebiet der Ava da Stugl  ist 17,79 km² groß und besteht zu 24,0 % aus bestockter Fläche, zu 21,6 % aus Landwirtschaftsfläche, zu 0,4 % aus Siedlungsfläche und zu 54,0 % aus unproduktiven Flächen.
Die Flächenverteilung
Die mittlere Höhe des Einzugsgebietes beträgt 2275,1 m ü. M., die minimale Höhe liegt bei 1107 m ü. M. und die maximale Höhe bei 2972 m ü. M.

## Hydrologie
Bei der Mündung der Ava da Stugl in die Albula  beträgt ihre modellierte mittlere Abflussmenge (MQ) 620 l/s. Ihr Abflussregimetyp ist nival alpin und ihre Abflussvariabilität beträgt 18.

## Natur und Umwelt
In der Ava da Stugl kommt die Bachforelle vor.